# Homolio
Homolio u Homole es el nombre de una antigua ciudad griega de Tesalia, en la zona de Magnesia más cercana a la frontera con Macedonia.
Estrabón dice que estaba cerca del monte Osa, en la zona donde desembocaba el río Peneo tras haber atravesado el valle del Tempe. La sitúa cerca de Rizunte y de Erimnas.
Se han hallado monedas emitidas por la ciudad de Homolio fechadas en el siglo IV a. C.